# 李垂珉
李垂珉（2001年7月1日—），名字常被譯作李秀敏，韓國女演員、女模特兒及主持人。

## 生涯
2009年拍攝電視廣告出道，現在以演員身份活動中。出道後接下的20幾個代言為家中還債，不僅是「少女家長」，更有「國民妹妹」的稱號。2018年4月時還被韓亞航空（韓佳人、李寶英都曾代言過）選為模特，成為韓亞航空史上最年輕的模特。

## 演出作品

### 電視劇
- 2008年：SBS《家門的榮光》飾演 尹兆曼
- 2010年：MBC《慾望之火》
- 2012年：KBS《大王之夢》
- 2013年：SBS《張玉貞，為愛而生》
- 2014年：SBS《對我而言可愛的她》
- 2014年：Tooniverse《晴天霹靂文具店2》
- 2016年：SBS《倒數第二次戀愛》飾演 高藝智
- 2016年：Tooniverse《Welcome to my lab》
- 2017年：MBC《逆賊：偷百姓的盜賊》飾演 洪余琳
- 2018年：TVN 《Cross》飾演 恩珠[3][4]
- 2019年：TVN《Abyss》飾演 高世妍(童年)
- 2020年：JTBC《別放精神線》飾演 鄭珠理
- 2021年：網路劇《百分百時代》飾演 白熙在(女主)
- 2021年：TVING《酒鬼都市女人們》飾演 蘇賢
- 2021年：KBS2TV《戀慕》飾演 房英持
- 2021年：kakaoTV《南瓜時間》飾演 申海允
- 2022年：Disney+《第三人稱復仇》飾演 國智賢
- 2023年：TVN《閃亮的西瓜》飾演 尹尚雅
- 2025年：Why Not Media《許食堂》飾演 梅窗 / 鄭美率

### 電影
- 2019年：《我身體裡的那個傢伙》飾演 吳賢貞
- 2022年：《首爾怪談》飾演 惠妍

### 音樂MV
- 2021年：Golden Child《Burn It》(안아줄게)

### 音樂劇
- 2011年 《小飛俠》

### 節目主持
- 2013年：Mnet《Voice of Korea Kids》(2013年1月18日-2013年1月25日)
- 2014年：EBS《생방송 톡!톡! 보니하니》(2014年9月1日-2016年8月25日)
- 2016年：SBS《人氣歌謠》(2016年4月10日)Special MC
- 2016年：MBC《Show! 音樂中心》(2016年10月1日-2017年4月15日)

### 綜藝節目嘉賓

#### 2014年
- 2014年：Tooniverse《金父子show》(2014年5月16日-2014年8月8日)

#### 2016年
- 2016年：SBS《同床異夢，沒關係沒關係》E35、E44
- 2016年：JTBC《認識的哥哥》E9、E26
- 2016年6月26日：SBS《Running Man》E305
- 2016年2月18日: KBS2《歡樂在一起》E436
- 2016年6月15日: MBC《黃金漁場》EP434

## 外部連結
- 李垂珉的Instagram帳戶
- 李垂珉的Facebook專頁
- 李秀敏的官方cafe （页面存档备份，存于）